# Cerro Cinco Hermanos
Le cerro Cinco Hermanos est une montagne argentine de Terre de Feu situé à l’est d’Ushuaïa.

## Toponymie
Cinco Hermanos signifie « cinq frères » en français et désigne les cinq pics bien distincts de cette montagne.

## Géographie
Situé dans la partie occidentale du massif Sorondo de la cordillère fuégienne orientale qui se poursuit à l’est vers la péninsule Mitre, le cerro Cinco Hermanos culmine à 1 037 mètres d'altitude.